# Ángel Roffo

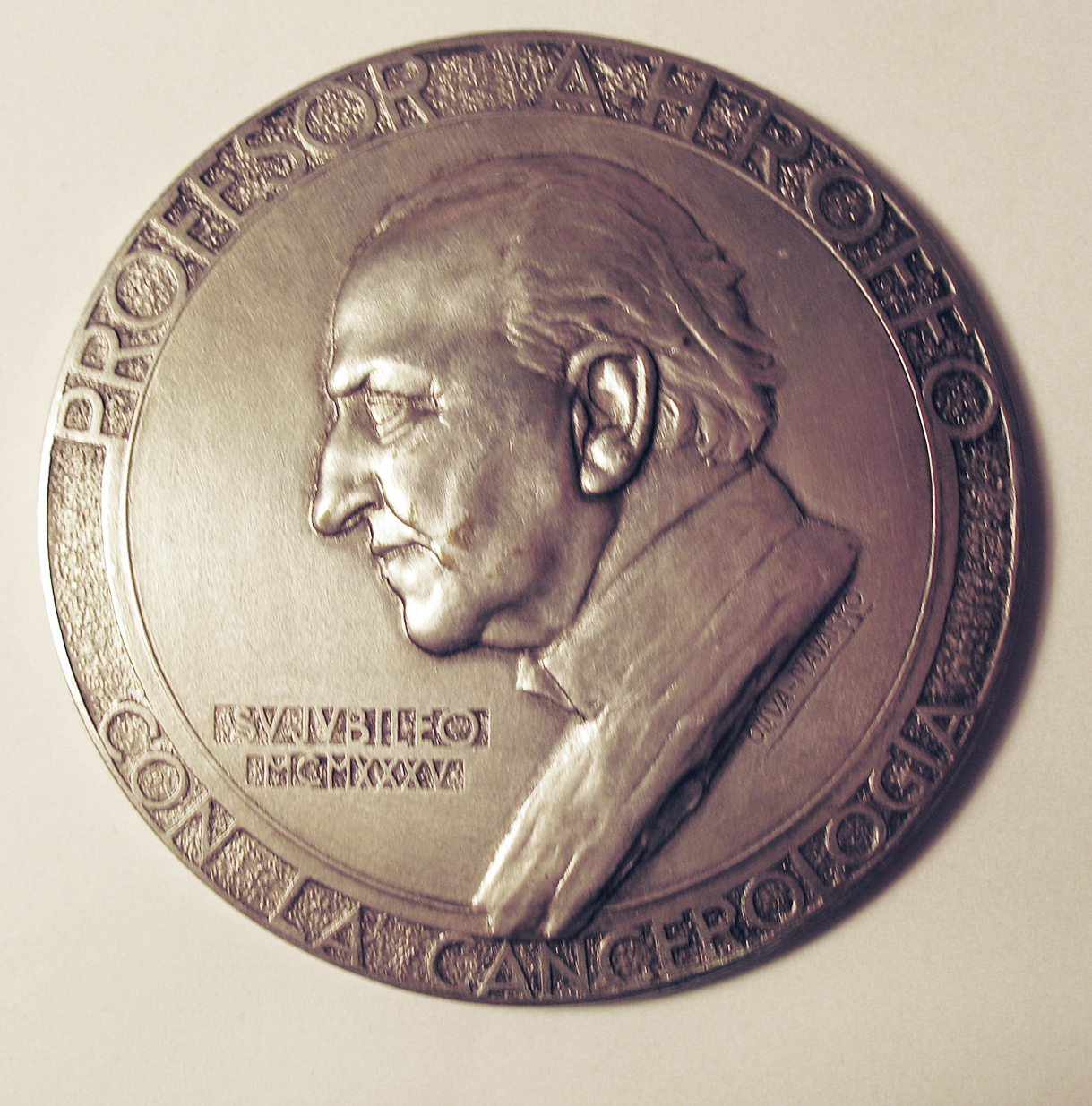
Medalla

Ángel Honorio Roffo (Buenos Aires, 30 de diciembre de 1881 - Ídem, 23 de julio de 1947) fue un médico argentino que dedicó su vida al estudio y tratamiento del cáncer.

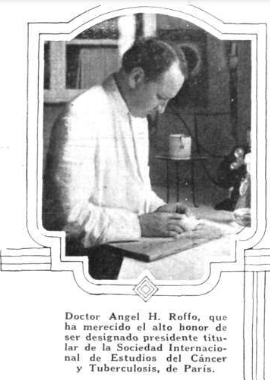
Doctor Ángel Honorio Roffo.

Nacido en Buenos Aires, Roffo cursó sus estudios en la Universidad de Buenos Aires, graduándose en 1909 con la tesis El cáncer, contribución a su estudio, que recibiría el Premio Facultad. Al poco tiempo se convirtió en jefe de trabajos prácticos de la cátedra de Urología, en la misma universidad en donde había estudiado. Entre 1912 y 1915 fue profesor adscripto de la cátedra Anatomía Patológica, y desde 1915 a 1931 ejerció como profesor adjunto en la misma.
En 1912, Daniel Juan Cranwell presentó ante la Academia Nacional de Medicina de la Argentina el trabajo de Roffo titulado Cáncer experimental, en el que se resumían experiencias realizadas en animales de laboratorio. La divulgación de este trabajo influyó para la creación de un instituto experimental para el estudio y tratamiento del cáncer, lo que sucedería en 1922 con la creación del Instituto de Medicina Experimental (hoy Instituto de Oncología Ángel Roffo), dirigido por Roffo. El científico argentino se había convertido en el mayor especialista en el estudio y tratamiento de enfermedades oncológicas de Latinoamérica.
A partir de 1920 realizó numerosos viajes a Europa, donde se relacionó con algunos de los científicos más importantes. En uno de ellos conoció a Madame Curie, y aprendió sobre la utilización del radio con fines terapéuticos. 
Roffo fue uno de los primeros científicos en demostrar el vínculo entre los alquitranes del tabaco y la producción de tumores ". A finales de la década de 1920 estaba seguro de que existía un vínculo entre fumar y el cáncer. Llegó a producir un número de artículos sobre el tema de la carcinogénesis del tabaco en la década de 1930. Robert Proctor N. de la Universidad de Stanford afirmó que sin duda Roffo representò la mayor amenaza científica a la industria del tabaco antes de la década de 1950.
A lo largo de su carrera fue distinguido con varios premios, como la medalla de oro del Congreso Internacional de Higiene, el Premio Nacional de Ciencias en dos oportunidades (1914 y 1939), el Premio Centenario de la Independencia de la Academia de Medicina en 1916, la medalla de oro de la Exposición Iberoamericana de Sevilla, Premio Centenario de la Independencia del Brasil y el Premio Bauti de la Universidad de Florencia. Además fue distinguido con la Orden de Caballero de la Legión de Honor francesa (1939), la Cruz de Honor de Alemania, la Gran Cruz del Orden de Cristo de Portugal, como Gran Oficial de la Orden de los Andes de Bolivia, la Orden del Sol de Perú, Comendador de la Orden del Libertador de Venezuela y como Comendador de la Coronora en Italia.
En 1945 escribió el prólogo de El día de la humanidad, una de las primeras obras en publicarse de Malatios Khouri.
Fue su esposa Helena Larroque de Roffo, dama entrerriana nacida en 1883 e hija de un abogado. Ella estudió medicina pero no llegó a recibirse. En la Facultad conoció a quien sería su esposo y colaboró activamente con él en sus estudios e investigaciones. Juntos fundaron el Instituto de Medicina Experimental (hoy Instituto Oncológico) y la Liga Argentina de Lucha Contra el Cáncer (LALCEC). 
La Sra. de Roffo fundó también y trabajó además activamente en la Asociación Cultural de Villa del Parque, Devoto y Talar. Hoy el Instituto, la entonces "Escuela de Nurses" y hoy de Enfermería, la Fundación y la Asociación Cultural Social y Biblioteca Popular Helena Larroque de Roffo con sus múltiples actividades forman un complejo que honra la labor tan destacada de este matrimonio.
Por motivos políticos, el Doctor Ángel Roffo fue separado de la dirección del Instituto de Medicina Experimental, y finalmente fallecería el 23 de julio de 1947. Actualmente, el Instituto lleva su nombre.